# Dorel Simion
Dorel Simion est un boxeur roumain né le 11 septembre 1977 à Bucarest. Il est surnommé Bombardierul.

## Carrière
Aux Jeux olympiques d'été de 2000, il combat dans la catégorie des poids welters et remporte la médaille de bronze. Son frère Marian est un également un boxeur médaillé aux Jeux olympiques.
Outre cette médaille, Dorel a été champion du monde de boxe amateur en 1997 à Budapest et champion d'Europe en 1998 à Minsk en super-légers.

## Palmarès
- Jeux olympiques de 2000 à Sydney
  -  Médaille de bronze (poids welters)
- Championnats du monde de boxe amateur 1997 à Budapest
  -  Médaille d'or (poids super-légers)
- Championnats d'Europe de boxe amateur 1998 à Minsk
  -  Médaille d'or (poids super-légers)

## Référence
1. ↑  (en) Résultats des Jeux olympiques 2000 (amateur-boxing.strefa.pl)